# たゆたゆ
『たゆたゆ』は、大和川による日本の漫画。および、それを原作とした成人向けOVA。

## あらすじ
両親の海外赴任に伴い、田舎へ引っ越すことになった男子高生・時輪怜治。8年ぶりに生まれ故郷へ戻ってきた矢先、幼馴染である天音翠鳥・紫穂姉妹と再会する。その後、姉妹と共に引っ越し作業をしていた最中、姉の翠鳥に「今晩、一緒にお風呂入らない？」という刺激的な誘いを受ける。しかし、怜治は作業を終えて間もなく眠ってしまい、目を覚ますと真夜中になっていた。それでも怜治は恐る恐る庭先を見に行くと、そこには湯船に浸かる少女の姿があった。

## 登場人物
時輪怜治（ときわ れいじ）
声 - 小次狼
本作の主人公。ツンツンと毛先が跳ねた茶髪が特徴。少し三枚目的な性格をしている。
天音翠鳥（あまね みどり）
声 - 上田朱音
本作のヒロイン。明るく気さくなムードメーカー。お下げ髪が特徴。スタイル抜群でかなりの巨乳。家事全般が意外など家庭的な面もある。
怜治の幼馴染。一応、物語の途中から付き合うことになる。
天音紫穂（あまね しほ）
声 - 榛名れん
翠鳥の1歳下の妹。ドライで寡黙なクールビューティー。一本結びが特徴。姉に負けず劣らずスタイルがよい。
同じく怜治の幼馴染。彼の初体験の相手となり、その後は「セフレでかまわない」と豪語している。
高峰千紗（たかみね ちさ）
声 - 杉原茉莉
紫穂の同学年。黒縁眼鏡が特徴。普段は地味でおとなしい性格。本人によれば「東京在住の彼氏と遠距離恋愛中」とのこと。
鍛冶はるか（かじ はるか）
声 - 東かりん
さやかの双子の姉。ツインテールが特徴。貧乳が悩み。
鍛冶さやか（かじ さやか）
声 - 夢野ぼたん
はるかの双子の妹。後ろ髪のはねたボブカットが特徴。姉と同じく貧乳が悩み。
城崎麗美（きのさき れみ）
声 - 海部涼
村で唯一の女性教諭。実はかつて、暴走族だった経歴を持つ。

## 書誌情報
- 大和川 『たゆたゆ』 コミックハウス〈TENMA COMICS〉、全1巻
  1. 2009年4月24日発売 ISBN 978-4-86349-062-8[1]

## アダルトアニメ
2013年9月から翌年4月までQueen Beeより全4巻が発売された。
- 『たゆたゆ #1』（2013年9月27日発売） JAN 4560207767763[2]
- 『たゆたゆ #2』（2013年11月22日発売） JAN 4560207767954[3]
- 『たゆたゆ #3』（2014年1月31日発売） JAN 4560207768661[4]
- 『たゆたゆ #4』（2014年4月11日発売） JAN 4560207769354[5]

2017年7月には全4巻をまとめた『たゆたゆ 完全版』がQueen Beeより発売された。

### スタッフ
- 原作 - 大和川（たゆたゆ「コミックハウス」）
- 企画 - キャプテン秋山 / Show隈部
- 監督・絵コンテ - 近藤隆史
- 演出 - 伊藤史夫
- デジタル動画 - チームシグマ
- 色彩設計・色指定検査 - 木星ファイター
- 仕上げ - 平山忍
- 編集 - 柳編集室 / 新海コウキ
- 背景・美術監督 - 一二三
- 撮影 - 超京
- 撮影監督 - 霞京香
- 音響ディレクター - 来栖満天
- 録音・調整 - 夢みかん
- 選曲・効果 - 高木秀江
- 録画スタジオ - FUTURE POP STUDIO
- 制作進行 - Y-TANUMA
- 制作 - studio9Maiami